# Richard Hale
Richard Hale (* 16. November 1892 in Rogersville, Tennessee; † 18. Mai 1981 in Northridge, Kalifornien) war ein US-amerikanischer Opernsänger (Bariton) und Schauspieler. Nach drei Jahrzehnten am Theater und bei der Oper kam Hale Mitte der 1940er-Jahre nach Hollywood, wo er bis ins hohe Alter als Charakterdarsteller arbeitete.

## Leben
Richard Hale wurde 1892 in einer kleinen Stadt im US-Bundesstaat Tennessee geboren. Aufgrund seines Gesangstalentes erhielt er ein Stipendium für die Columbia University, wo er 1914 seinen Abschluss machte. Anschließend wurde Hale für einige Zeit Mitglied der Theatertruppe von Minnie Maddern Fiske, einer damals berühmten Darstellerin. Bereits im November 1914 gab Hale sein Debüt am Broadway, wo er in den nächsten 30 Jahren noch häufiger als Sänger und Schauspieler zu sehen war. 1921 trat er als Bariton-Opernsänger in der Aeolian Hall in Erscheinung. Es folgte eine erfolgreiche Karriere als Opernsänger, die ihn quer durch die Vereinigten Staaten und auch nach Europa führte und mit damals prominenten Namen wie Julia Culp und Esther Dale zusammenbrachte. In den 1930er-Jahren trat er im Berkshire Playhouse in Stockbridge in Massachusetts auf. Unter der Leitung von Sergei Sergejewitsch Prokofjew fungierte Hale als Erzähler bei der ersten englischsprachigen Aufnahme von Peter und der Wolf.
In späteren Jahren wandte sich Richard Hale zusehends der Schauspielerei zu. Mit 52 Jahren gab er 1944 sein Filmdebüt in dem Kriegsfilm None Shall Escape unter der Regie von André De Toth, wo er in einer Nebenrolle als Rabbi besetzt war. Mit seinem hageren Aussehen und seinem fortgeschrittenen Alter wurde Hale vor allem mit der Darstellung von zumeist verschrobenen Kleinstädtern aus dem Mittleren Westen betraut, aber auch die Darstellung von Indianern gehörte zu seinem häufigen Repertoire. Besonders häufig trat er in Western auf. Hale spielte jedoch auch in anderen Filmgenres, etwa neben Dean Stockwell und Errol Flynn als Erzähler Hassan Bey im Abenteuerfilm Kim – Geheimdienst in Indien (1950) sowie an der Seite von Marlon Brando und James Mason im Historiendrama Julius Caesar (1953), wo er in der Rolle des Wahrsagers vor den Iden des März warnt. Weitere nennenswerte Auftritte hatte er als Quäker in William Wylers Pazifismus-Drama Lockende Versuchung (1957) an der Seite von Gary Cooper und als Nachbar Nathan Radley im Filmklassiker Wer die Nachtigall stört (1962) neben Gregory Peck.
Neben seiner Filmarbeit übernahm Hale auch zahlreiche Gastrollen in US-Fernsehserien der 1950er- bis 1970er-Jahren. Im Jahr 1978 zog sich Hale mit Mitte Achtzig aus dem Schauspielgeschäft zurück, insgesamt hatte er an annähernd 150 Film- und Fernsehproduktionen mitgewirkt. Er verstarb 1981 im Alter von 88 Jahren an einer Herz-Kreislauf-Erkrankung.

## Filmografie (Auswahl)
- 1944: None Shall Escape
- 1944: Knickerbocker Holiday
- 1945: 1001 Nacht (A Thousand and One Nights)
- 1946: Banditen ohne Maske (Abilene Town)
- 1946: Land der Banditen (Badman’s Territory)
- 1947: Eine brennende Liebe (The Other Love)
- 1949: The Beautiful Blonde from Bashful Bend
- 1949: Der Mann, der herrschen wollte (All the King’s Men)
- 1950: Verurteilt (Convicted)
- 1950: Der Wüstenfalke (The Desert Hawk)
- 1950: Kim – Geheimdienst in Indien (Kim)
- 1951: Der Mann in Schwarz (The Man with a Cloak)
- 1951: Von Gier besessen (Inside Straight)
- 1951: Drei auf Abenteuer (Soldiers Three)
- 1951: Der Gauner und die Lady (The Law and the Lady)
- 1951: Angels in the Outfield
- 1951: Anwalt des Verbrechens (The Unknown Man)
- 1951: Die Flamme von Arabien (Flame of Araby)
- 1952: Scaramouche, der galante Marquis (Scaramouche)
- 1952: Die Heilige von Fatima (The Miracle of Our Lady of Fatima)
- 1952: Die Geliebte des Korsaren (Caribbean Gold)
- 1952: Gegenspionage (Springfield Rifle)
- 1952: Abenteuer in Rom (When in Rome)
- 1953: Der Cowboy von San Antone (San Antone)
- 1953: Julius Caesar
- 1953: Geknechtet (The Vanquished)
- 1953: Der blaue Stein des Maharadscha (The Diamond Queen)
- 1954: Der Wind des Todes (Passion)
- 1954: Der einsame Adler (Drum Beat)
- 1955: Jupiters Liebling (Jupiter’s Darling)
- 1955: Das Schloß im Schatten (Moonfleet)
- 1955: Ein Mann allein (A Man Alone)
- 1956: Dem Tode entronnen (Pillars of the Sky)
- 1956: Lockende Versuchung (Friendly Persuasion)
- 1957–1964: Perry Mason (Fernsehserie, 4 Folgen)
- 1958: Die Stimme im Spiegel (Voice in the Mirror)
- 1959: Die Unbestechlichen (The Untouchables, Fernsehserie, 1 Folge)
- 1959: Der Texaner (The Texan, Fernsehserie, Folge 1x26)
- 1959: Peter Gunn (Fernsehserie, Folge 1x33)
- 1959: Ben Hur
- 1959–1964: Tausend Meilen Staub (Rawhide, Fernsehserie, 3 Folgen)
- 1960: Bronco (Fernsehserie, 2 Folgen)
- 1960–1962: Maverick (Fernsehserie, 3 Folgen)
- 1961/1964: Alfred Hitchcock Presents (Fernsehserie, 2 Folgen)
- 1961: Cheyenne (Fernsehserie, Folge 6x08)
- 1962: Die siegreichen Drei (Sergeants 3)
- 1962: Der Massenmörder von London (Tower of London)
- 1962: Wer die Nachtigall stört (To Kill a Mockingbird)
- 1964: Leih mir deinen Mann (Good Neighbor Sam)
- 1965: Amos Burke (Burke’s Law, Fernsehserie, Folge 2x18)
- 1965: The Munsters (Fernsehserie, Folge 1x31)
- 1965: Big Valley (The Big Valley, Fernsehserie, Folge 1x06)
- 1966: Daniel Boone (Fernsehserie, Folge 3x13)
- 1966–1967: Bonanza (Fernsehserie, 4 Folgen)
- 1966/1973: Lassie (Fernsehserie, 2 Folgen)
- 1968: Raumschiff Enterprise (Star Trek: The Original Series, Fernsehserie, Folge 3x03 Der Obelisk)
- 1968: Verrückter wilder Westen (The Wild Wild West, Fernsehserie, Folge 4x04)
- 1968–1973: Rauchende Colts (Gunsmoke, Fernsehserie, 4 Folgen)
- 1969: Adam-12 (Fernsehserie, Folge 1x14)
- 1969: Dr. Heidegger's Experiment (Kurzfilm)
- 1971: Cowboy John – Der letzte Held im Wilden Westen (Scandalous John)
- 1971/1973: FBI (The F.B.I., Fernsehserie, 2 Folgen)
- 1972: Mannix (Fernsehserie, Folge 6x10 Tödliche Ernte)
- 1973: Evil Town [veröffentlicht 1985]
- 1973: Ein Kamel im Wilden Westen (One Little Indian)
- 1975: Rafferty und die wilden Mädchen (Rafferty and the Gold Dust Twins)
- 1975: Die Flucht zum Hexenberg (Escape to Witch Mountain)
- 1976: Harry O (Fernsehserie, Folge 2x19)
- 1976: Familiengrab (Family Plot)
- 1977/1978: Make-up und Pistolen (Police Woman, Fernsehserie, 2 Folgen)
- 1978: Durch die Hölle nach Westen (How the West Was Won, Fernsehserie, 2 Folgen)